# Juan Francisco Guevara
Juan Francisco "Juanfran" Guevara Silvente (ur. 19 sierpnia 1995 w Lorce) – hiszpański motocyklista.

## Kariera
Juan Francisco Guevara po raz pierwszy wsiadł na motocykl mając 11 lat, już trzy miesiące później zadebiutował w swoim pierwszym wyścigu, jeszcze w tym samym sezonie został wicemistrzem w mistrzostwach regionu Murcii (kategoria 80cm3), później, jako trzynastolatek, świętował tytuł w tych samych zawodach. 
W 2012 został zgłoszony do kategorii Moto3, jako dzika karta, udało mu się zdobyć 4 punkty, rok później był już pełnoetatowym zawodnikiem MMŚ w teamie CIP MOTO. Od 2014 związał się z ekipą Jorge Martineza Aspara, Mapfre Aspar Team Moto3.

## Statystyki

### Sezony
| Sezon | Klasa  | Motocykl  | Wyścigi | Wygrane | Podia | PP | Pkt. | Poz. |
| ----- | ------ | --------- | ------- | ------- | ----- | -- | ---- | ---- |
| 2011  | 125 cc | Aprilia   | 0       | 0       | 0     | 0  | 0    | NS   |
| 2012  | Moto3  | FTR Honda | 2       | 0       | 0     | 0  | 4    | 32   |
| 2013  | Moto3  | TSR Honda | 17      | 0       | 0     | 0  | 0    | NS   |
| 2014  | Moto3  | Kalex KTM | 18      | 0       | 0     | 0  | 46   | 17   |
| 2015  | Moto3  | Mahindra  | 17      | 0       | 0     | 0  | 15   | 24   |
| 2016  | Moto3  | KTM       | 5       | 0       | 0     | 0  | 15*  | 18*  |
| Razem |        |           | 59      | 0       | 0     | 0  | 80   |      |

* – sezon w trakcie

### Starty
| Sezon | Klasa | Motocykl  | 1      | 2      | 3      | 4      | 5      | 6      | 7      | 8      | 9      | 10     | 11     | 12     | 13     | 14     | 15     | 16     | 17      | 18     | Poz. | Pkt. |
| ----- | ----- | --------- | ------ | ------ | ------ | ------ | ------ | ------ | ------ | ------ | ------ | ------ | ------ | ------ | ------ | ------ | ------ | ------ | ------- | ------ | ---- | ---- |
| 2011  | 125cc | Aprilia   | QAT    | SPA    | POR    | FRA    | CAT    | GBR    | NED    | ITA    | GER    | CZE    | IND    | RSM    | ARA    | JPN    | AUS    | MAL    | VAL DNS |        | NS   | 0    |
| 2012  | Moto3 | FTR Honda | QAT    | SPA    | POR    | FRA    | CAT    | GBR    | NED    | GER    | ITA    | IND    | CZE    | RSM    | ARA 24 | JPN    | MAL    | AUS    | VAL 12  |        | 32   | 4    |
| 2013  | Moto3 | TSR Honda | QAT 21 | AME 16 | SPA NU | FRA 22 | ITA NU | CAT 20 | NED NU | GER 25 | IND NU | CZE NU | GBR NU | RSM 27 | ARA 28 | MAL 21 | AUS 27 | JPN 22 | VAL 23  |        | NS   | 0    |
| 2014  | Moto3 | Kalex KTM | QAT NU | AME 11 | ARG 12 | SPA 16 | FRA NU | ITA 8  | CAT 28 | NED NU | GER 10 | IND 8  | CZE 16 | GBR 14 | RSM 9  | ARA NU | JPN NU | AUS 25 | MAL 11  | VAL 15 | 17   | 46   |
| 2015  | Moto3 | Mahindra  | QAT 18 | AME NU | ARG NU | SPA 20 | FRA 12 | ITA NU | CAT 26 | NED NU | GER NW | IND 18 | CZE 14 | GBR 7  | RSM NW | ARA 21 | JPN 21 | AUS NU | MAL 20  | VAL NU | 24   | 15   |
| 2016  | Moto3 | KTM       | QAT 25 | ARG 12 | AME 12 | ESP 12 | FRA 13 | ITA    | CAT    | NED    | GER    | AUT    | CZE    | GBR    | SMR    | ARA    | JPN    | MAL    | AUS     | VAL    | 18*  | 15*  |

* – sezon w trakcie